# Mechanizm korbowy

Animacja pracy mechanizmu korbowego

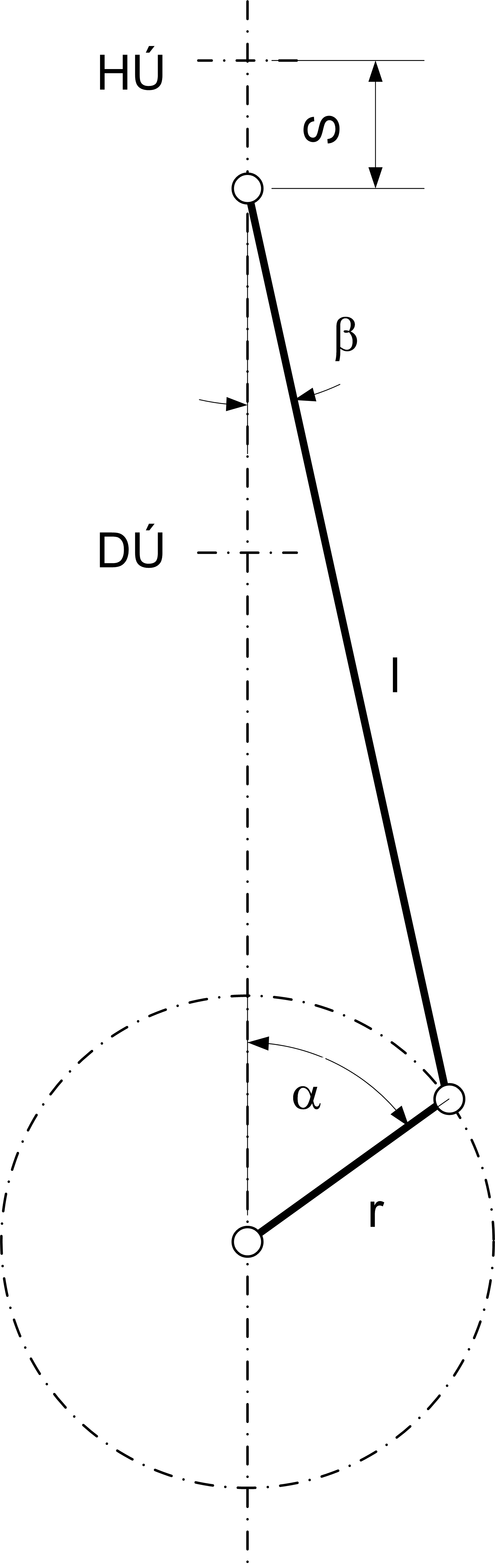
Geometria pracy mechanizmu korbowego

Mechanizm korbowy – mechanizm, w którym współpracują ze sobą trzy elementy: korba, korbowód i wodzik (najczęściej jest nim tłok). Korba wykonuje ruch obrotowy, wodzik ruch posuwisto-zwrotny.
Mechanizm korbowy może przekazywać ruch w obu kierunkach, napędzany może być wodzik lub korba.
Mechanizm korbowy stosuje się we wszystkich maszynach, w których zamieniany jest ruch obrotowy na posuwisto-zwrotny lub odwrotnie – czyli we wszystkich maszynach tłokowych o posuwisto-zwrotnym ruchu tłoka.
Przykłady mechanizmów korbowych:
- nożny napęd maszyny do szycia
- układ korbowo-tłokowy silnika spalinowego